# 팔렝케
팔렝케(스페인어: Palenque, 유카텍 마야어 : Bàak')는 멕시코 치아파스에 있는 마야 문명의 도시이다. 유카텍 마야어로는 박이라고 부르며, '큰 물'이라는 뜻의 라캄하로 불리기도 했다. 팔렝케에 있는 가장 오래된 건물은 기원전 226년에 세워졌으며, 가장 마지막으로 지어진 건물은 기원후 799년에 지어졌다. 팔렝케는 7세기에 전성기를 맞아 아름다운 문화를 꽃피우고 영토를 확장하였으나, 고전기 이후 크게 쇠퇴한 이후에는 정글 속에 삼켜져 사람들의 기억 속에서 잊혀졌다. 치아파스주의 우슈마신타 강 인근에 있으며 해발 150m 정도의 높이에 세워져 있다. 평균 온도는 26 °C이며, 1년 강우량은 2,160mm로 상당히 습한 기후대에 위치한다.
2005년에 추정한 결과, 현재까지 약 2.5제곱킬로미터의 도시영역을 발굴하였는데 이 면적이 도시 전체의 10%에도 못미친다고 한다. 현재에도 수 천개에 달하는 건물들이 여전히 정글의 어둠 속에 묻혀있으며, 발굴되지 않은 유물들도 많다. 2017년 기준으로 팔렝케에는 총 920,470명의 관광객들이 방문했다. 

## 유적
팔렝케는 오토름 강가 대지에 자리잡고 있다. 중앙에는 광장이 있고 강을 따라 동쪽으로 가면 신전이 여럿 나온다. 북쪽에는 구기장이 있다.
팔렝케 건축자들은 세공된 석회암을 사용한 마야인들의 건축과는 달리 매끄러운 끝마무리를 위해 회반죽을 사용했으며 내부벽에는 조각을 사용했다. 가장 훌륭한 보기는 벽에 부착된 평판들 위에 회반죽으로 새겨진 것들이다. 장식용 회반죽세공과 테라코타상(像)들도 발굴되었다. 대궁전으로 불리는 곳에는 2개의 회랑을 만드는 3개의 벽이 나란히 끝이 뾰족한 둥근 천장으로 덮여 있다.
가장 크고 가장 잘 보존된 건축물에 속하는 비문(碑文) 신전은 그 상형문자 비문들로 유명하다. 1952년에 그 신전 밑에서 한 지하실이 발견되었는데 그 속에는 8세기초 승려 통치자의 것으로 여겨지는 비취로 장식된 유골이 있었다. 작은 보 릴리프('아름다운 부조'라는 뜻) 신전은 왕위에 앉은 아름다운 모형의 인물을 얕은 양각으로 새긴 회반죽세공으로 유명하다.

## 발굴
1949년, 멕시코 고고학자 루이리엘이 조사에 착수했다. 그는 피라미드를 조사하다가 피라미드 내부에서 해골, 무덤, 석관 등을 발견했다. 팔렝케 발굴 이전에는 “아프리카 피라미드는 무덤이고 아메리카 피라미드는 신전”이라는 선입관이 있었지만, 팔렝케 발굴 이후로 그런 주장은 힘을 잃었다.

## 같이 보기
- 마야 문명
- 메소아메리카
- 마야 문자
- 키니치 하나브 파칼
- Temple 20